# Batagur
Batagur Gray, 1856 è un genere della famiglia dei Geoemididi. Le tartarughe che raggruppa, originarie dell'Asia meridionale e sud-orientale, sono di grosse dimensioni e tutte a rischio più o meno grave di estinzione.

## Tassonomia
Comprende le seguenti specie:
- Batagur affinis (Cantor, 1847) - terrapin di fiume della Malesia
- Batagur baska (Gray, 1831) - terrapin di fiume settentrionale
- Batagur borneoensis (Schlegel & Müller, 1844) - terrapin dipinta
- Batagur dhongoka (Gray, 1834) - tartaruga rugosa dalle tre strie
- Batagur kachuga (Gray, 1831) - tartaruga rugosa rosso-coronata
- Batagur trivittata (Duméril & Bibron, 1835) - tartaruga rugosa birmana